# Cantón de Ouessant
El cantón de Ouessant era una división administrativa francesa, que estaba situada en el departamento de Finisterre y la región de Bretaña.

## Composición
El cantón estaba formado por la comuna que le daba su nombre:
- Ouessant

## Supresión del cantón de Ouessant
En aplicación del Decreto n.º 2014-151 de 13 de febrero de 2014, el cantón de Ouessant fue suprimido el 22 de marzo de 2015 y su comuna pasó a formar parte del nuevo cantón de Saint-Renan.